# Air Tahiti Nui
Ne doit pas être confondu avec Air Tahiti.
Pour les articles homonymes, voir ATN.
Air Tahiti Nui ou ATN (code IATA : TN ; code OACI : THT) est une compagnie aérienne française basée en Polynésie française, créée en 1996 par le gouvernement du territoire sous l'impulsion de Gaston Flosse. Elle exploite des vols internationaux depuis sa plate-forme de correspondance à l'aéroport international de Tahiti-Faaa.

## Histoire

Siège social d'Air Tahiti Nui à Faaa, inauguré en 2018.

Fondée en 1996, ce n'est que finalement, le 20 novembre 1998 qu'Air Tahiti Nui effectue son premier vol inaugural entre Papeete et Los Angeles. Deux jours plus tard, elle effectue un premier vol entre Papeete et Tokyo. Lors de sa première année d'exploitation, elle transporte plus de 30 000 passagers.
En avril 2000, elle inaugure la route aérienne entre Papeete et Osaka, puis en août, elle inaugure la liaison entre Papeete et Auckland. En 2002, elle commence la liaison entre Papeete et Paris. En 2003, Air Tahiti Nui acquiert 2 nouveaux Airbus A340-300. En juin 2005, elle acquiert son cinquième Airbus A340-300. Par la suite, la même année, elle inaugure une nouvelle route de New York à Sydney via Tahiti. En juillet 2008, Christian Vernaudon devient PDG de la compagnie. En 2009, Air Tahiti Nui supprime ses dessertes vers New York, Osaka et Sydney en raison de la crise économique mondiale et de déficits financiers importants. Elle réajuste son réseau sur ses plate-forme de correspondance principales de Los Angeles, Paris, Auckland et Tokyo.
En 2011, la compagnie annonce un nouveau plan stratégique en annonçant la mise en vente ou location de l'un des A340 et du réaménagement des cabines avec l'installation d'un nouveau système de divertissement audio-visuel. En 2018, son siège social déménage du centre-ville de Papeete à Faaa, près de l'aéroport. Air Tahiti Nui remplace entre 2018 et 2019 ses cinq Airbus A340 par quatre appareils long courrier de nouvelle génération Boeing 787-9 : deux pris en location auprès d'Air Lease Corporation et deux achetés directement à Boeing.
En mars 2020, le vol TN064 de Papeete à Paris effectué par Air Tahiti Nui réalise le record du plus long vol commercial de l'histoire sur une distance de 15 715 kilomètres. Cette liaison se fait normalement avec une escale à Los Angeles, mais en raison des restrictions imposées par les autorités américaines aux voyageurs européens dans le contexte de pandémie de Covid-19 qui sévit alors, cette escale devient impossible. Le 15 mars 2020 à 3 h 10 heure locale, le Boeing 787-9 Dreamliner immatriculé F-OTOA d'Air Tahiti Nui décolle de Papeete-Faaa, se posant à Paris-Charles-de-Gaulle le lendemain à 5 h 54 heure de Paris. Le vol direct dure ainsi 15 heures 45 minutes avec des vents favorables, élément ne permettant pas les vols directs depuis Paris, ceux-ci faisant escale à Pointe-à-Pitre en Guadeloupe. Le vol 21 Singapore Airlines conserve le record de vol à la durée la plus longue, avec 18 h 55 de trajet.

## Destinations
Air Tahiti Nui dessert actuellement six destinations en Amérique du Nord, Asie, Europe et Océanie,.
| Continent        | Pays                | Aéroport                                |
| ---------------- | ------------------- | --------------------------------------- |
| Amérique du Nord |                     |                                         |
| États-Unis       | Los Angeles         |                                         |
| États-Unis       | Seattle-Tacoma      |                                         |
| Asie             | Japon               | Tokyo-Narita                            |
| Europe           | France              | Paris-Charles de Gaulle via Los Angeles |
| Océanie          | Nouvelle-Zélande    | Auckland                                |
| Océanie          | Polynésie française | Tahiti-Faaa Hub                         |

## Partenariats
Partage de codes
Air Tahiti Nui a des accords de partage de codes avec les compagnies aériennes et l'entreprise ferroviaire suivantes :
Compagnies aériennes :
- Air France
- Air New Zealand
- Aircalin
- American Airlines
- Japan Airlines
- Korean Air
- LATAM Chile
- Qantas

Entreprise ferroviaire :
- SNCF

## Flotte

### Flotte actuelle

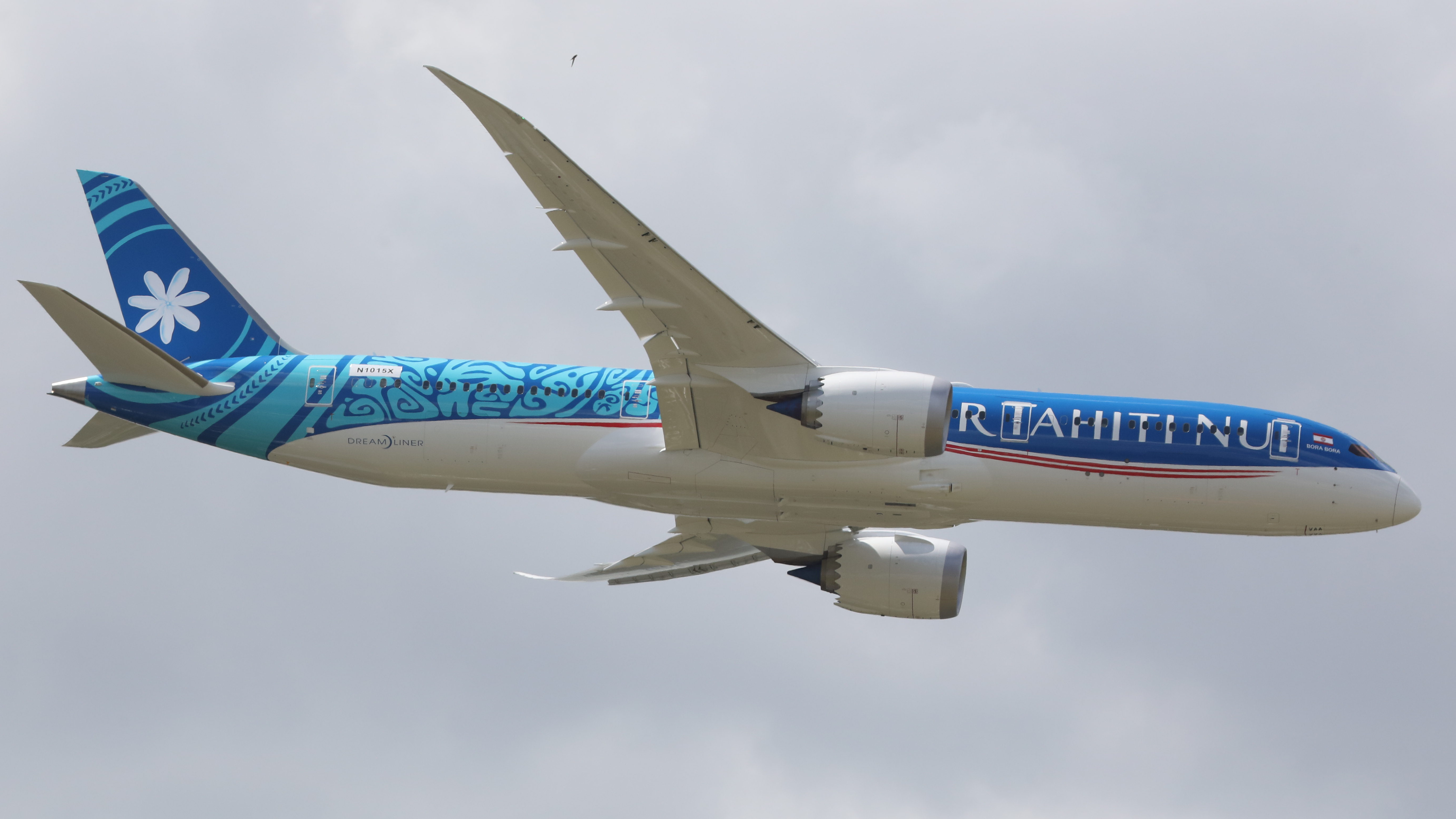
Le Boeing 787-9 Dreamliner Bora-Bora F-OVAA d'Air Tahiti Nui au salon du Bourget, en juin 2019.

La compagnie exploite quatre Boeing 787-9 portant le nom de Fakarava, Tupaia, Bora-Bora et Tetiaroa. Ils sont nommées en hommage à trois îles ou atolls de Polynésie française, ainsi qu'au navigateur polynésien du XVIIIe siècle.

### Historique de la flotte
En 1998, Air Tahiti Nui loue son premier appareil auprès d'Airbus : un A340-200 immatriculé F-OITN et baptisé Bora-Bora mis en service en 1993 et ayant effectué ses premiers vols aux couleurs d'Air France.
 Entre décembre 2001 et janvier 2002, la compagnie réceptionne deux A340-300 : le F-OJGF baptisé Mangareva et le F-OJTN baptisé Bora-Bora, ce dernier étant loué à ILFC.
Le 27 décembre 2002, la compagnie reçoit deux autres A340-300 : le F-OSEA baptisé Rangiroa et le F-OSUN baptisé Moorea. L'A340-200 quitte la compagnie en mai 2003 et rejoint la compagnie réunionnaise Air Bourbon. En juin 2005, un cinquième A340-300 rejoint ATN : le F-OLOV baptisé Nuku-Hiva. Il sera présent en statique pendant le salon du Bourget 2005 avant de rejoindre la Polynésie.
L'appareil portant le nom de Bora-Bora effectue son dernier vol commercial le 22 novembre 2018 entre Paris et Los Angeles avant de s'envoler le 7 décembre 2018 pour San Bernardino pour être restitué au loueur AerCap. Le 16 février 2019, Nuku-Hiva quitte la Polynésie française afin de prendre sa retraite en Espagne. Le 21 juin 2019, le Bora-Bora immatriculé F-OVAA, se pose pour la première fois sur le territoire tahitien, après une brève représentation au salon du Bourget, laissant le Moorea (F-OSUN) prendre sa retraite. Le dernier Dreamliner nommé Tetiaroa touche le sol polynésien le 9 août 2019, venant terminer la livraison des quatre appareils commandés.
Le 24 septembre 2019, les deux derniers Airbus A340-300 de la compagnie (F-OSEA Rangiroa et F-OJGF Mangereva) sortent de la flotte. Les deux appareils sont stockés au Pinal Airpark en vue d'être démontés ou éventuellement être réutilisés par une autre compagnie.

### Flotte historique
- Airbus A340-200 (F-OITN)
- Airbus A340-300 (F-OJTN, F-OJGF, F-OSEA, F-OSUN, F-OLOV)

## Prix
Air Tahiti Nui est nommée meilleure compagnie aérienne et meilleur personnel navigant de la région Pacifique en 2009 selon Skytrax. Air Tahiti Nui est élue l'une des « meilleures compagnies aériennes internationales » par le magazine Travel + Leisure (2011-2012).
En 2011, 2012, 2015 et 2018, la compagnie à la fleur de Tiaré est élue « meilleure compagnie du Pacifique Sud » par les lecteurs de Global Traveler. Grâce à sa nouvelle livrée portée par ses Boeing 787-9, Air Tahiti Nui remporte le prix de la meilleure nouvelle livrée 2018 lors des TheDesignAir Awards.

## Finances
Le déficit global d'Air Tahiti Nui pour la fin 2008 est estimé à 39,38 millions d'euros (soit 4,7 milliards de FCFP). En décembre 2008, l'assemblée de Polynésie française vote un financement d'urgence de 8,38 millions d'euros à ATN.
La situation s'améliore nettement avec des résultats positifs pour la quatrième année consécutive en 2015 : la compagnie porte son chiffre d'affaires total à 301 millions d'euros et son profit à 40,4 millions d’euros, en hausse de 139 % sur l'exercice précédent.

## Galerie

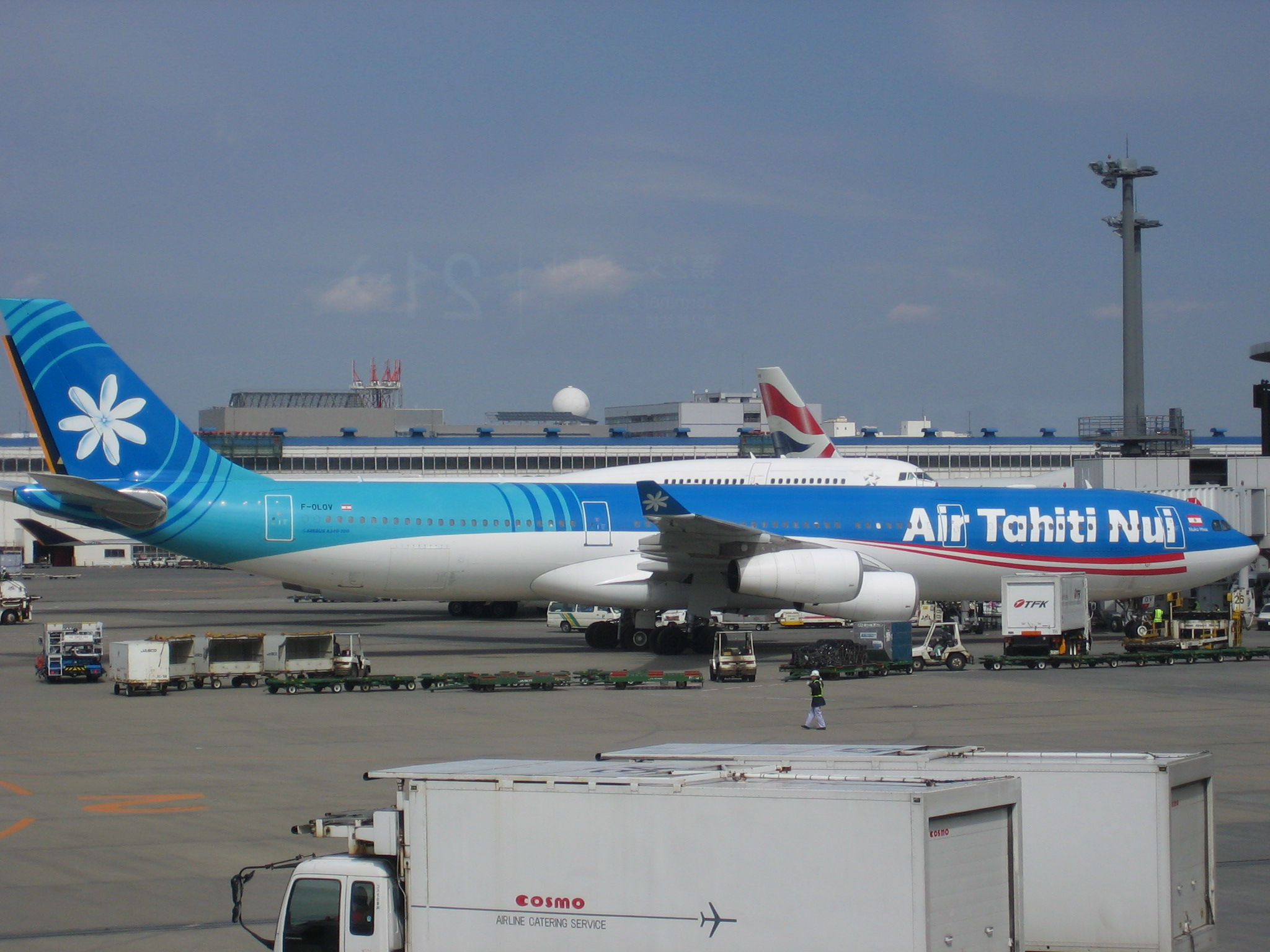
Airbus A340-300 à NRT.
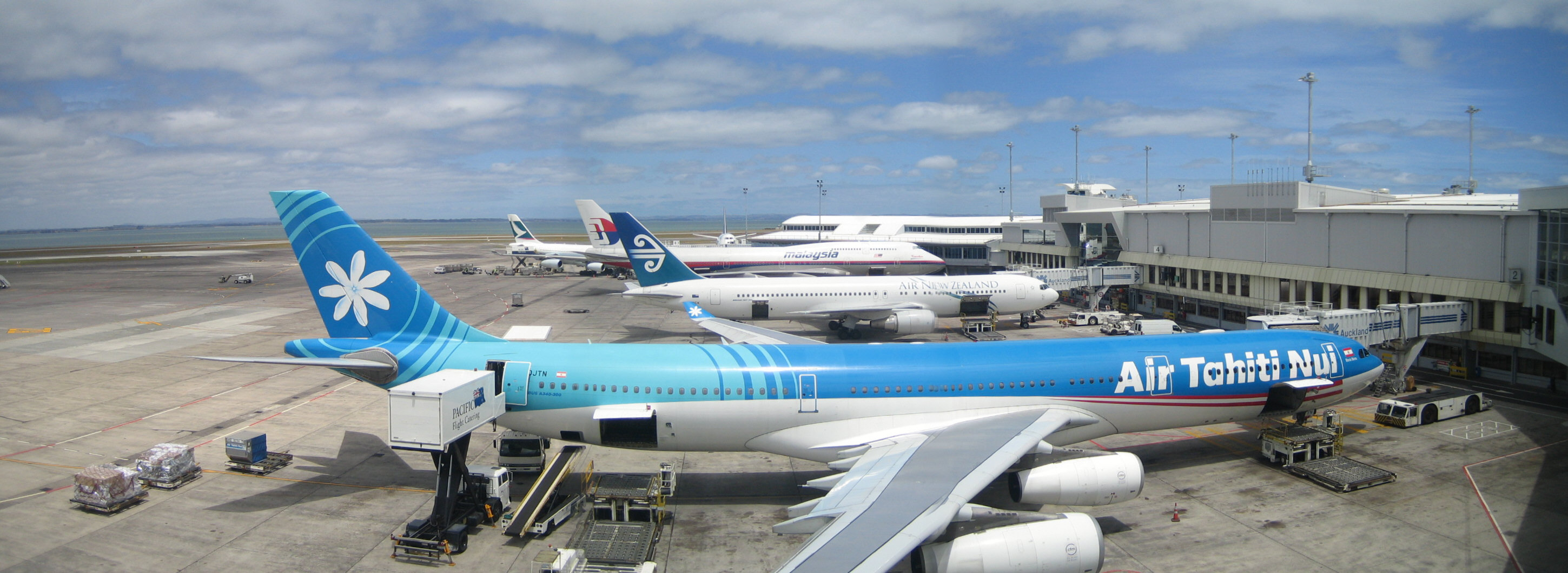
Airbus A340-300 à AKL.
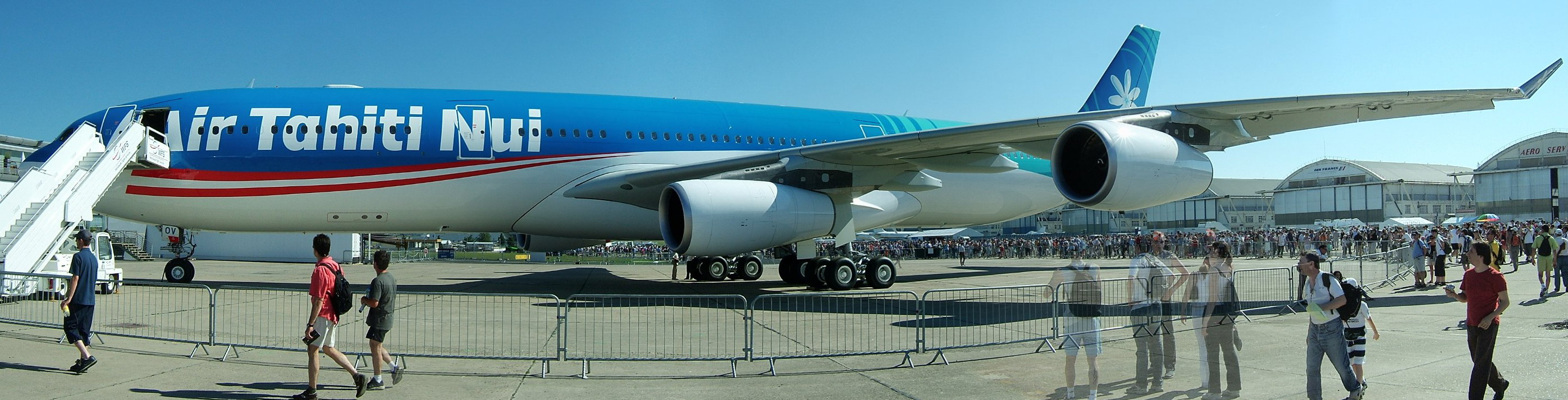
Airbus A340-300 au Salon du Bourget 2005.